# Projekt Zveno
Projekt Zveno (Russian: Звено) je bil sovjetski vojaški projekt v 1930ih. Težki bombnik Tupoljev TB-1 ali Tupoljev TB-3 bi deloval kot matično letalo za 2 do 5 manjših lovcev. Lovci bi bili Polikarpov I-16, Polikarpov I-5, Grigorovič I-Z ali Tupoljev I-4. S tem bi povečali dolet lovcev.